# Sainte-Agathe
Sainte-Agathe é uma comuna francesa na região administrativa de Auvérnia-Ródano-Alpes, no departamento Puy-de-Dôme. Estende-se por uma área de 17,62 km². Em 2010 a comuna tinha 179 habitantes (densidade: 10,2 hab./km²).